# Châtillon-sur-Loire
Châtillon-sur-Loire este o comună franceză situată în departamentul Loiret, în regiunea Centre-Val de Loire.

## Geografie

### Localizare
Comuna Châtillon-sur-Loire este situată în sud-estul departamentului Loiret, în regiunea agricolă Berry. Se află la 72,1 km de Orléans, reședința departamentului, și la 45,1 km de Montargis, subprefectură.

### Comune limitrofe
|                                     | Briare            |                                  |
| Saint-Firmin-sur-Loire              |                   | Ousson-sur-Loire Bonny-sur-Loire |
| Cernoy-en-Berry Pierrefitte-ès-Bois | Santranges (Cher) | Beaulieu-sur-Loire               |

### Geologie și relief

#### Geologie
Comuna se află în sudul Bazinului Parisian, cel mai mare dintre cele trei bazine sedimentare franceze. Această vastă depresiune, ocupată în trecut de mări puțin adânci și lacuri, a fost umplută, pe măsură ce fundamentul său s-a prăbușit treptat, cu nisipuri și argile provenite din eroziunea reliefului înconjurător, precum și cu calcare de origine biologică, formând astfel o succesiune de straturi geologice.
Straturile aflorante de pe teritoriul comunei sunt alcătuite din formațiuni superficiale din Cuaternar și roci sedimentare datând din Neozoic, cea mai recentă eră geologică pe scara timpilor geologici, începută acum 66 de milioane de ani, și din Mezozoic, numit anterior Era Secundară, care s-a întins între −252,2 și −66,0 milioane de ani. Cea mai veche formațiune este creta albă cu silex, care datează din perioada Cretacic. Cea mai recentă formațiune este reprezentată de aluviunile recente ale albiei minore, datând din epoca Holocen a perioadei Cuaternar. Descrierea acestor straturi este detaliată în foaia „nr. 432 - Gien” a hărții geologice la scara 1/50 000 a departamentului Loiret și în nota explicativă aferentă.

#### Relief
Suprafața cadastrală a comunei, publicată de INSEE și folosită ca referință în toate statisticile, este de 40,67 km². Suprafața geografică, în schimb, este de 40,03 km². Altitudinea teritoriului variază între 126 m și 246 m.

### Hidrografie

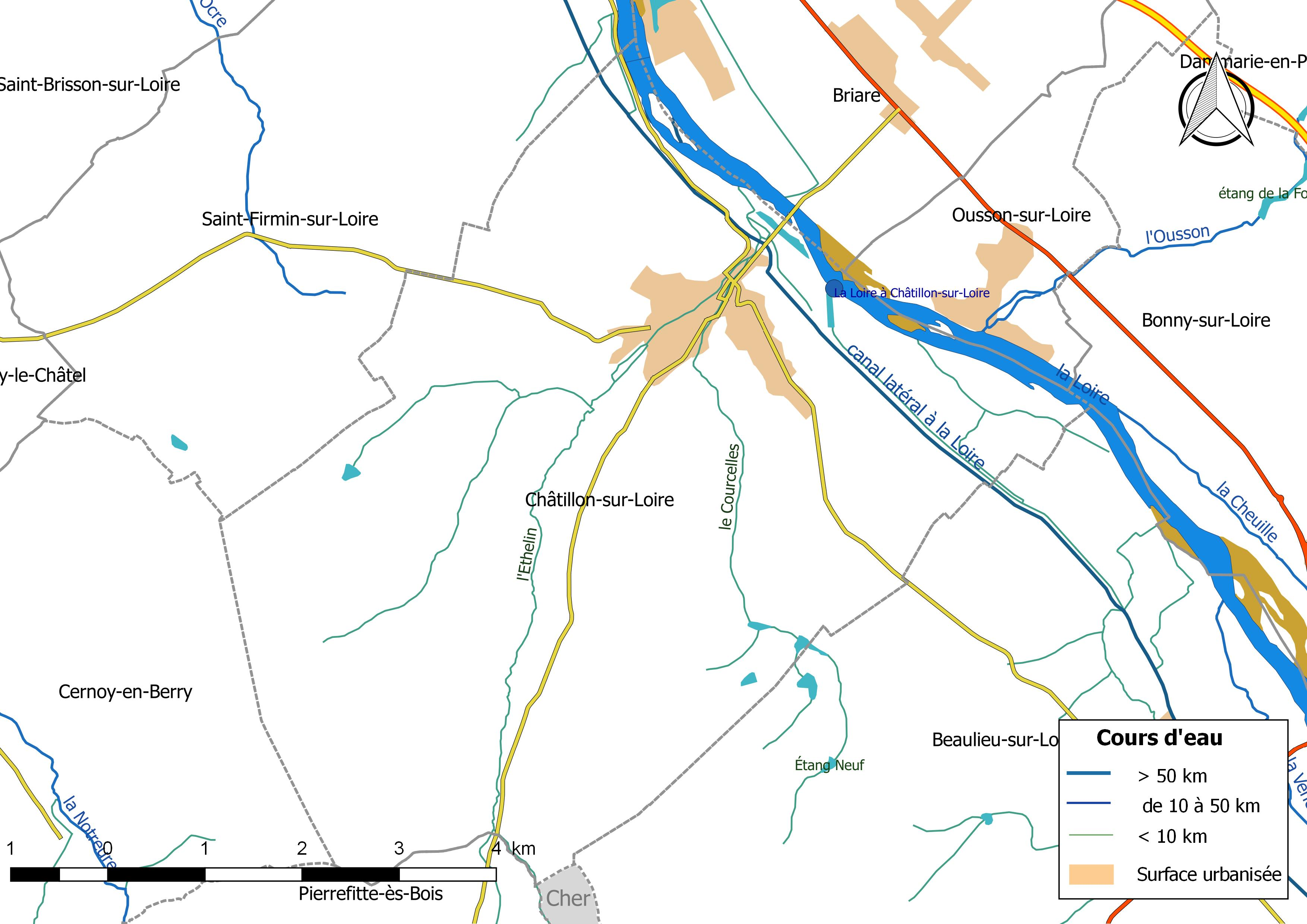
Rețeaua hidrografică a comunei Châtillon-sur-Loire.

Comuna este traversată de Canalul lateral al Loarei (5,913 km) și de râul Loara (1,576 km). Rețeaua hidrografică a comunei, cu o lungime totală de 40,38 km, include, de asemenea, zece cursuri de apă mai mici, printre care Courcelles (4,835 km), Ethelin (8,864 km) și brațul Châtillon (2,828 km).
Râul Loara se înscrie într-o vale largă, pe care a modelat-o treptat de-a lungul a mii de ani. Traversează sudul departamentului Loiret, de la Beaulieu-sur-Loire până la Beaugency, având un curs larg și lent. Loara prezintă fluctuații sezoniere de debit destul de pronunțate. Debitul său este reglat de baraje situate în amonte (Naussac pe râul Allier și Villerest). Aceste baraje contribuie la menținerea debitului minim în perioadele de secetă (60 m³/s la Gien) și, în cazul barajului Villerest, permit și atenuarea viiturilor. Loara este un curs de apă domanial, clasificat în a doua categorie piscicolă. Speciile dominante sunt reprezentate în principal de pești albi (ciprinide) și răpitori (știucă, șalău și biban). Stația hidrometrică de referință pentru inundații, situată în amonte de comună, este cea de la Cours-les-Barres (Givry). Debitul mediu lunar, calculat pe o perioadă de 51 de ani pentru această stație, variază între 99 m³/s în luna august și 549 m³/s în luna februarie. Totuși, în cazul unor fenomene meteorologice excepționale, Loara poate înregistra creșteri bruște și semnificative ale debitului. Recordul la această stație a fost atins pe 6 decembrie 2003, cu un debit de 3 400 m³/s și o înălțime maximă a apei de 4,90 m. Debitul maxim istoric al Loarei a fost înregistrat în timpul viiturilor din 1856 sau 1866, atingând aproximativ 7 000 m³/s. În iunie 1856, nivelul maxim al apei a fost de 5,88 m.

### Climă
În 2010, clima comunei era clasificată drept climat oceanic degradat al câmpiilor din Centru și Nord, conform unui studiu al CNRS bazat pe date colectate între 1971 și 2000. În 2020, Météo-France a publicat o tipologie actualizată a climei din Franța metropolitană, conform căreia comuna se află într-o zonă cu climat oceanic alterat și face parte din regiunea climatică Centru și contraforturile nordice ale Masivului Central. Aceasta se caracterizează prin aer uscat vara și un nivel bun de însorire.
Pentru perioada 1971-2000, temperatura medie anuală este de 10,8 °C, cu o amplitudine termică anuală de 15,8 °C. Cantitatea medie anuală de precipitații este de 708 mm, cu 11,1 zile de precipitații în ianuarie și 7,3 zile în iulie. Pentru perioada 1991-2020, temperatura medie anuală observată la stația meteorologică cea mai apropiată, situată în comuna Léré la 16 km distanță în linie dreaptă, este de 11,3 °C, iar cantitatea medie anuală de precipitații este de 769,7 mm.
Pentru viitor, parametrii climatici estimati pentru comună, pentru anul 2050, conform diferitelor scenarii de emisii de gaze cu efect de seră, pot fi consultati pe un site dedicat publicat de Météo-France în noiembrie 2022.

### Medii naturale și biodiversitate

#### Zone Natura 2000
Rețeaua Natura 2000 este o rețea ecologică europeană de situri naturale de interes ecologic, creată pe baza Directivelor „Habitate” și „Păsări”. Această rețea este formată din Zone Speciale de Conservare (ZSC) și Zone de Protecție Specială (ZPS).
În cadrul acestor zone, statele membre se angajează să mențină într-o stare favorabilă de conservare tipurile de habitate și speciile vizate, prin măsuri de reglementare, administrative sau contractuale. Scopul este de a promova o gestionare adecvată a habitatelor, ținând cont de cerințele economice, sociale și culturale, precum și de particularitățile regionale și locale ale fiecărui stat membru. Activitățile umane nu sunt interzise, atâta timp cât acestea nu afectează semnificativ starea favorabilă de conservare a habitatelor și speciilor vizate.
Pe teritoriul comunei Châtillon-sur-Loire sunt desemnate următoarele situri Natura 2000:
| Nume                                              | Număr     | Tip                        | Hotărâre        | Suprafață | Descriere |
| ------------------------------------------------- | --------- | -------------------------- | --------------- | --------- | --- |
| Valea Loarei de la Tavers la Belleville-sur-Loire | FR2400528 | SIC (Directiva „Habitate”) | 13 aprilie 2007 | 7 120 ha  | Situl include 51 de comune. Delimitarea acestui sit Natura 2000 este foarte apropiată de cea corespondentă Directivei Păsări. Interesul major al sitului constă în habitatele Loarei legate de dinamica fluviului, care adăpostesc numeroase specii enumerate în anexa II a Directivei Habitate. Este situat în partea de sud a comunei. |
| Valea Loarei din Loiret                           | FR2410017 | ZPS (Directiva „Păsări”)   | 4 mai 2007      | 7 684 ha  | Situl acoperă valea Loarei în departamentul Loiret. Această ZPS continuă în amonte și în aval pe departamentele vecine. Interesul major al sitului constă în habitatele și speciile Loarei legate de dinamica fluviului. Aceste habitate adăpostesc numeroase specii enumerate în anexa I a Directivei Păsări. Situl este caracterizat prin prezența coloniilor de cuibărit ale chirei mici și ale chirei cu obraz alb, precum și ale pescărușului cu cap negru. Există și locuri de pescuit pentru vulturul pescar. De asemenea, situl este loc de reproducere pentru stârcul de noapte, egreta mică, viesparul, gaia neagră, pasărea ogorului, pescărașul albastru, ciocănitoarea neagră și sfrânciocul roșiatic. Este situat în partea de sud a comunei. |

#### Zone naționale de interes ecologic, faunistic și floristic

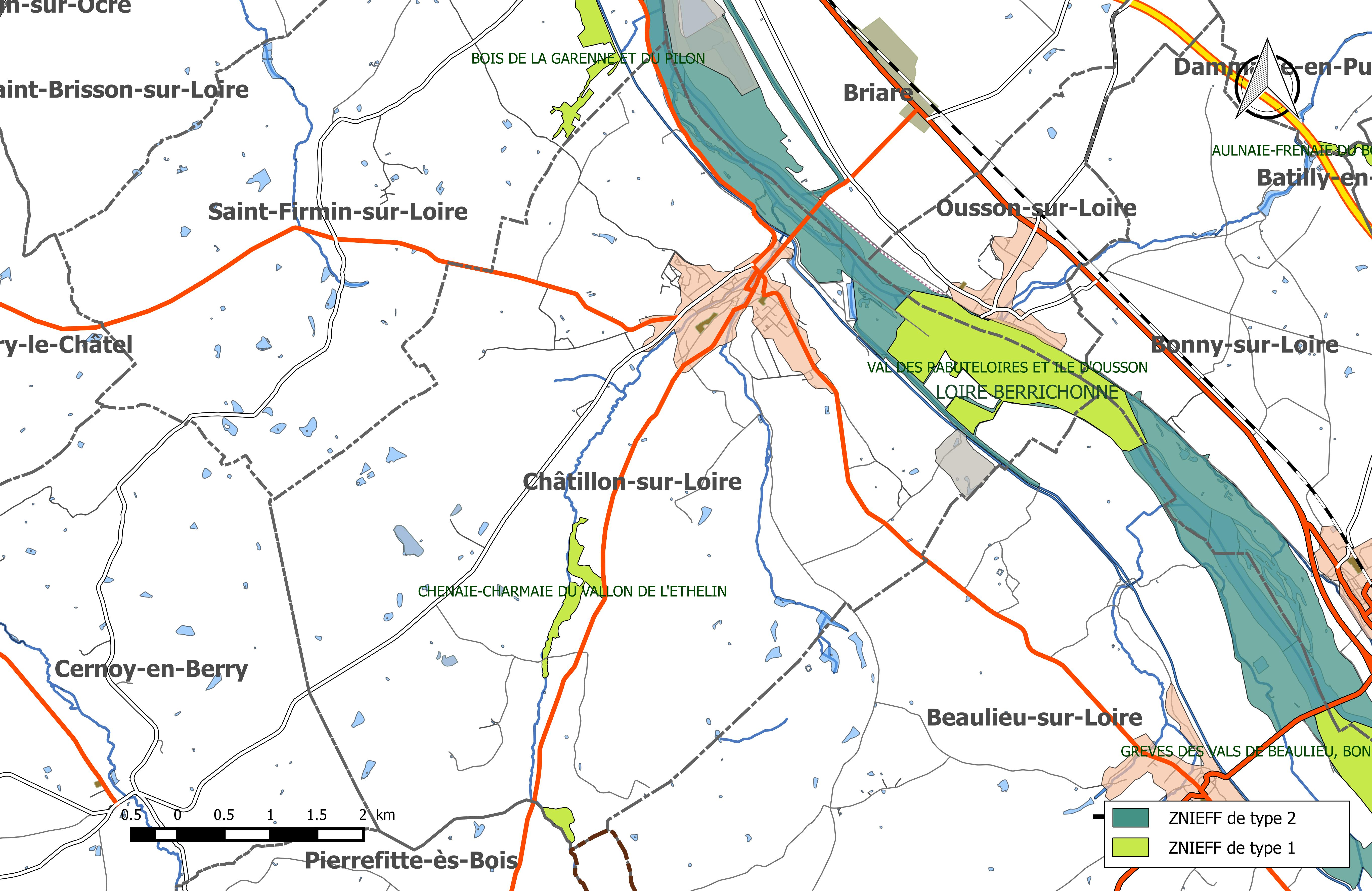
Hartă a zonelor ZNIEFF din comună și împrejurimile sale.

Diferite zone de identificare a bogăției patrimoniale naturale sunt prezente pe teritoriul comunei Châtenoy. Aceste perimetre se intersectează sau se suprapun, în special în raport cu siturile Natura 2000, subliniind astfel interesul biologic, ecologic sau peisagistic al zonelor vizate.
Inventarul zonelor naturale de interes ecologic, faunistic și floristic (ZNIEFF) are ca obiectiv acoperirea ariilor cele mai valoroase din punct de vedere ecologic, în principal pentru a îmbunătăți cunoașterea patrimoniului natural național și pentru a oferi factorilor de decizie un instrument de sprijin în integrarea considerentelor de mediu în amenajarea teritoriului.
Teritoriul comunei Châtillon-sur-Loire include trei zone ZNIEFF.
| Denumire                                    | Tip   | Suprafață | Descriere |
| ------------------------------------------- | ----- | --------- | --- |
| « Chênaie-charmaie du vallon de l'Éthelin » | tip 1 | 28 ha     | Această zonă se întinde pe teritoriul comunelor Châtillon-sur-Loire și Pierrefitte-ès-Bois. Altitudinea sa variază între 170 și 225 m. Chênaie-charmaie din această ZNIEFF se află pe versanți, în timp ce fundul văii este ocupat de o pădure aluvială reziduală. Aceasta adăpostește, printre altele, o populație de Scilla bifolia, Thalictrella thalictroides și Corydalis solida, trei specii vegetale vernale protejate în regiunea Centre-Val de Loire.                                                                                 |
| « Val des rabuteloires et île d'Ousson »    | tip 1 | 194,7 ha  | Această zonă se întinde pe teritoriul a patru comune: Beaulieu-sur-Loire, Bonny-sur-Loire, Châtillon-sur-Loire și Ousson-sur-Loire. Altitudinea sa variază între 130 și 133 m. Este un ansamblu complex, dar ecologic omogen, care asociază o pădure de foioase aparent veche și bine conservată cu un spațiu bocager ale cărui garduri vii sunt, în general, în stare bună. De asemenea, include grinduri și insule, terenuri lăsate în pârloagă, pajiști uscate și un pârâu. Întregul ansamblu este expus periodic inundațiilor.             |
| « Loire berrichonne »                       | tip 2 | 7 058 ha  | Această zonă se întinde pe teritoriul a 31 de comune, dintre care 19 în Cher și 12 în Loiret. Loire berrichonne (care ar putea fi numită și niverneză sau burgundă) se caracterizează printr-un pat minor împletit, cu numeroase insule și grinduri. Pădurea aluvială ocupă o suprafață mult mai mare decât în alte sectoare ale Loarei mijlocii. Cursul râului, orientat grosier nord-sud, îndeplinește atât o funcție de coridor ecologic, cât și de etapă migratorie. Este, de asemenea, un sector important pentru reproducerea avifaunei. |

## Urbanism

### Tipologie
La 1 ianuarie 2024, Châtillon-sur-Loire este clasificată drept târg rural, conform noii grile comunale de densitate cu șapte niveluri, definită de INSEE (Institutul Național de Statistică și Studii Economice) în 2022. Comuna face parte din unitatea urbană Châtillon-sur-Loire, o unitate urbană monocomenală care constituie un oraș izolat. De asemenea, comuna face parte din zona metropolitană a orașului Gien, unde este o comună din coroana acestuia. Această zonă, care include 29 de comune, este clasificată în categoria zonelor cu mai puțin de 50.000 de locuitori.

### Utilizarea terenurilor
Ocuparea terenurilor în comună, așa cum reiese din baza de date europeană privind ocuparea biogeofizică a solurilor Corine Land Cover (CLC), este marcată de importanța teritoriilor agricole (76,4 % în 2018), în scădere față de 1990 (78,6 %). Distribuția detaliată în 2018 este următoarea: terenuri arabile (52,4 %), păduri (15,7 %), pajiști (12,4 %), zone agricole eterogene (11,6 %), zone urbanizate (5,1 %), ape continentale (2,1 %), terenuri cu vegetație arbustivă și/sau ierboasă (0,6 %). Evoluția ocupării terenurilor în comună și a infrastructurilor sale poate fi observată pe diferitele reprezentări cartografice ale teritoriului: harta Cassini (secolul XVIII), harta de stat-major (1820-1866) și hărțile sau fotografiile aeriene ale IGN pentru perioada actuală (1950 până în prezent).

## Toponimie
Numele orașului provine de la Castellio, care însemna o mică fortăreață. Comuna a purtat inițial numele de Châtillon, apoi Châtillon-sur-Loire. Denumirea dublă este atestată cel puțin din a doua jumătate a secolului al XVI-lea.

## Istorie

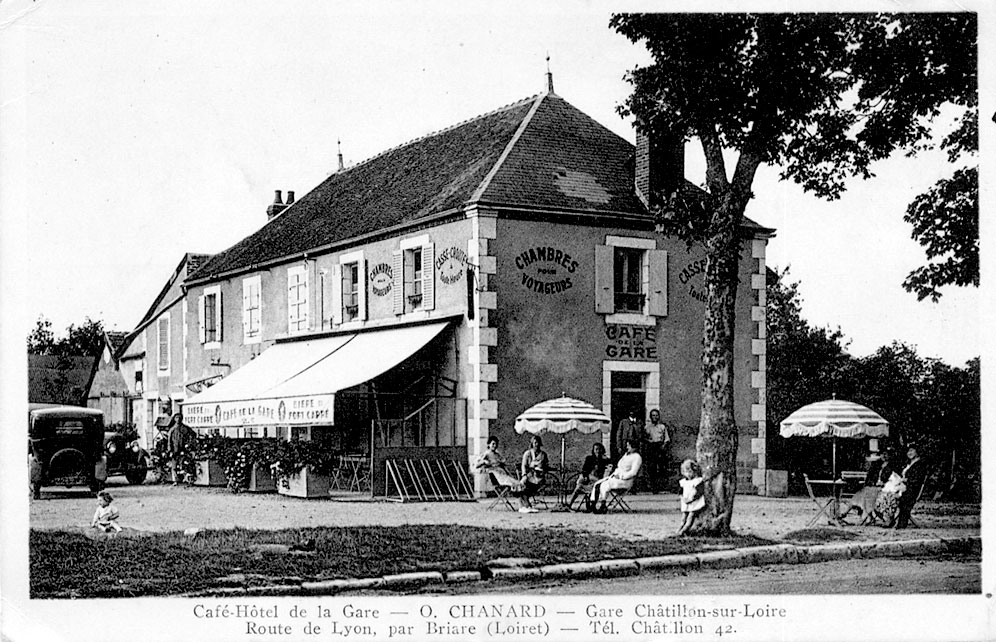
Cafeneaua gării pe o carte poștală veche.

Politica religioasă a lui Ludovic al XIV-lea impune trimiterea unor preoți catolici zeloși, având ca scop reducerea influenței protestanților din Châtillon. În anul 1684, religia protestantă este interzisă la Châtillon, iar templul este distrus din ordinul regelui și prin hotărârea Parlamentului de la Paris.
Înainte de construirea podului-canal de la Briare, canalul lateral al Loarei traversa râul Loara prin două ecluze, numite Mantelot și des Combles.
Între 29 ianuarie și 8 februarie 1939, peste 2 800 de refugiați spanioli, fugind de prăbușirea Republicii Spaniole în fața trupelor lui Franco, au sosit în departamentul Loiret. Din cauza insuficienței structurilor de primire din Orléans, au fost deschise 46 de centre de primire rurale, printre care și unul în Briare.
Refugiații, în mare parte femei și copii (deoarece bărbații au fost dezarmați și reținuți în sudul Franței), au fost supuși unei carantine stricte, vaccinați, iar corespondența a fost limitată. Hrana, deși modestă și pregătită în stil francez, era asigurată în mod constant.
O parte dintre refugiați s-au întors în Spania, încurajați de guvernul francez, care a facilitat condițiile de repatriere. Cei care au ales să rămână în Franța au fost relocați în campul de la Verrerie des Aydes, în Fleury-les-Aubrais
Un pod suspendat traverse râul Loara în această comună. Acesta trebuia să fie inaugurat în 1951 de Pierre Chevallier, primarul orașului Orléans, însă acesta a fost împușcat de soția sa.

## Populația și societatea

### Date demografice
Evoluția numărului de locuitori este cunoscută prin recensămintele populației efectuate în comună începând din 1793. Pentru comunele cu mai puțin de 10 000 de locuitori, un recensământ al întregii populații este realizat la fiecare cinci ani, populațiile legale pentru anii intermediari fiind estimate prin interpolare sau extrapolare.
În 2022, comuna număra 3 152 locuitori, în scădere cu -0,32 % față de 2016 (Loiret: +1,89 %, Franța fără Mayotte: +2,11 %).
| An        | 1793  | 1821  | 1841  | 1851  | 1876  | 1886  | 1901  | 1921  | 1936  | 1962  | 1982  | 2006  | 2014  | 2022  |
| --------- | ----- | ----- | ----- | ----- | ----- | ----- | ----- | ----- | ----- | ----- | ----- | ----- | ----- | ----- |
| Populație | 2 030 | 2 159 | 2 785 | 3 132 | 3 133 | 3 260 | 3 158 | 2 596 | 2 532 | 2 171 | 2 491 | 3 032 | 3 153 | 3 152 |

## Cultură locală și patrimoniu

### Locuri și monumente
- Templul protestant, înscris în inventarul monumentelor istorice din 6 iulie 2012. Această clădire a fost, în secolul al XII-lea, un hambar pentru zeciuială aparținând abației Fleury (Saint-Benoît-sur-Loire). În 1821, devine templul protestant din Châtillon, înlocuind primul templu, distrus în 1684[51].
- Cartierul medieval din orașul de sus: numeroase case din secolele XV-XVIII;
- Cimitirul protestant de pe drumul Murailles;
- Ruinele castelului Gaillard din secolul al XII-lea;
- Biserica Saint-Maurice, în stil neogotic;
- Situl ecluzei de la Folie[52].
- Ecluza Mantelot și des Combles[53][54][55][56], cu garaj pentru bărci.
- Podul din Châtillon-sur-Loire este un pod suspendat, ale cărui fundații datează din 1931. A fost distrus în iunie 1940, apoi reconstruit și redeschis circulației în 1951;
- Insula Ousson pe râul Loara.
- Comuna este situată în zona de protecție specială Valea Loarei din Loiret, parte a rețelei Natura 2000[24], și deține labelul turistic „Station Verte”[57].

## Personalități
- Antoine de Montchrestien (1575-1621), poet, dramaturg și economist francez, fost guvernator al Châtillonului.
- Robert Louis Stevenson (1850-1894), scriitor scoțian, autor al operelor Straniul caz al doctorului Jekyll și al domnului Hyde și Comoara din insulă, a fost închis pentru câteva zile la Châtillon[58].
- Raoul le Boucher (1883-1907), luptător.
- Louise Attaque, trupă franceză de rock, este originară din Châtillon-sur-Loire.

## Înfrățiri
- Australia – Eacham Shire - din 2003